# 紫金牛
紫金牛（学名：Ardisia japonica），为报春花科紫金牛属下的一个植物种。

## 延伸阅读
[在维基数据编辑]
 《欽定古今圖書集成·博物彙編·草木典·紫金牛部》，出自陈梦雷《古今圖書集成》